# 2015 QT11
2015 QT11, também escrito como 2015 QT11, é um objeto transnetuniano que está localizado no Cinturão de Kuiper, uma região do Sistema Solar. Ele possui uma magnitude absoluta de 8,7 e tem um diâmetro estimado de 101 km.

## Descoberta
2015 QT11 foi descoberto no dia 19 de agosto de 2015 pelo The Dark Energy Survey.

## Órbita
A órbita de 2015 QT11 tem uma excentricidade de 0,069 e possui um semieixo maior de 38,676 UA. O seu periélio leva o mesmo a uma distância de 36,023 UA em relação ao Sol e seu afélio a 41,329 UA.